# لوبیا سبز

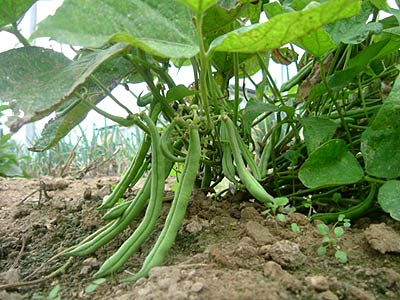
لوبیا سبز بر روی گیاه خود

لوبیا سبز با (نام علمی: Phaseolus vulgaris) لوبیا محبتی است از خانواده باقلائیان، که بسیار کم انرژی بوده و فاقد چربی اشباع است. لوبیا سبز منبع خوبی از ویتامین‌ها، مواد معدنی و ریز مغذی‌ها است. لوبیا سبز در مقایسه با لوبیا خشک کالری بسیار کمی دارد به طوری که در ۱۰۰ گرم آن تنها ۳۰ کالری انرژی نهفته‌است، در حالی که ۱۰۰ گرم لوبیا قرمز و سفید خشک ۳۴۰ کالری و لوبیا چشم بلبلی ۱۳۰ کالری انرژی دارد. قابل توجه است که لوبیا سبز و انواع دیگر لوبیا از دسته حبوبات بوده و جزو سبزیجات قرار نمی‌گیرند زیرا که سبزیجات به گیاهان یک ساله گفته می‌شود.

## نگهداری و مصرف

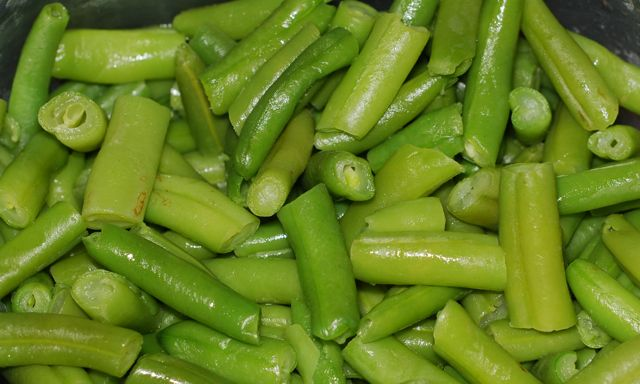
لوبیا سبز خرد شده

مدت نگهداری لوبیا سبز در یخچال در صورتی که آن را در کیسه محبوس نکنیم ۳ تا ۴ روز و در فریزر به صورت وکیوم در کیسهٔ فریزر ۱ تا ۶ ماه است. البته انجماد طولانی می‌تواند تا حدودی از ویتامین C و اسیدفولیک این سبزی بکاهد و طعم و مزه آن را نامطلوب و تند سازد.
بهترین روش طبخ لوبیا سبز، بخارپز کردن آن است. لوبیا پلو و کوکو لوبیا از غذاهای معروفی است که می‌توان با لوبیا سبز تهیه کرد.

## فواید
لوبیا سبز به دلیل داشتن ویتامین کا، برای ساختن استخوان‌هایی قوی بسیار مهم است. ویتامین کا ۱، پروتئین استئوکلسین (پروتئینی مهم و غیر کلاژنی در استخوان) را فعال می‌سازد. لوبیا سبز برای بیماران قلبی مبتلا به دیابت و بیمارانی که دچار گرفتگی عروق هستند، مفید است. لوبیا سبز منبع غنی از ویتامین آ (از نوع بتاکاروتن) و همچنین ویتامین ث، می‌باشد. این دو مادهٔ مغذی، آنتی‌اکسیدان‌هایی مهم هستند که به کاهش رادیکال‌های آزاد موجود در بدن کمک می‌کنند.
لوبیا سبز منبعی غنی از ویتامین ث، ویتامین کا، منگنز، ویتامین A، فیبر، پتاسیم، فولات، آهن، منیزیم، ویتامین B۱، مس، کلسیم، فسفر، پروتئین، امگا۳ و نیاسین است. منیزیم و پتاسیم با همکاری هم به کاهش فشار خون کمک می‌کنند. همچنین فیبر که در لوبیا سبز موجود می‌باشد باعث کاهش فشار خون می‌گردد.
لوبیا سبز از مبتلا شدن به سرطان روده جلوگیری می‌کند. ویتامین ث و بتاکاروتن موجود در آن سلول‌های روده را از تخریب توسط رادیکال‌های آزاد محافظت می‌کند. فولات موجود در لوبیا سبز نیز از تخریب دی‌ان‌ای (DNA) و تغییر سلول‌های روده پیش‌گیری می‌کند. لوبیا سبز به علت داشتن ویتامین ریبوفلاوین در کاهش حملات میگرن بسیار مؤثر است.
لوبیا سبز منبعی سرشار از آهن است و در مقایسه با گوشت قرمز که یکی از منابع مهم برای تأمین آهن است، همراه با تأمین آهن، حاوی کالری بسیار کم است و فاقد هر گونه چربی نیز می‌باشد.

## موارد منع مصرف
لوبیا سبز دارای اگزالات است. زمانی که مقدار اگزالات‌ها در بدن بالا برود، مشکلاتی را برای بدن ایجاد می‌کنند. به همین دلیل بهتر است افراد مبتلا به بیماری‌های کلیوی و کیسهٔ صفرا، از خوردن این سبزی خودداری کنند. همچنین کسانی که معده‌های ضعیف دارند یا بچه‌های کوچک به علت نفاخ بودن باید آن را کمتر مصرف کنند.
پنج تا شش عدد لوبیای سبز اگر نپخته باشند، می‌توانند جان کودکان خردسال را به خطر بیندازند. لوبیا سبزهای خام دارای لکتینی به نام «PHA» هستند که می‌توانند منجر به خونریزی شدید معده شوند. لکتین‌ها پروتئین‌هایی هستند که نقش عمدهٔ آن‌ها در جانوران تسهیل اتصالات سلول به سلول است. PHA در مقدار بالا، یک مادهٔ سمی محسوب می‌شود. حرارت دادن لوبیای سبز PHA را از میان می‌برد.